# Dysdera leprieuri
Dysdera leprieuri är en spindelart som beskrevs av Simon 1882. Dysdera leprieuri ingår i släktet Dysdera och familjen ringögonspindlar.
Artens utbredningsområde är Algeriet. Inga underarter finns listade i Catalogue of Life.